# Нес (окръг, Канзас)
Окръг Нес (на английски: Ness County) е окръг в щата Канзас, Съединени американски щати. Площта му е 2784 km², а населението - 2687 души (1 април 2020). Административен център е град Нес Сити.
След изменение на Конституцията на Канзас през 1986 г., в страната остава забраната или така нареченичт „сух“ окръг до 2004 г. Тогава избирателите одобрили продажбата на алкохол от индивидуални питиета с 30% изускване за продажбите на храна.